# Мили Боби Браун
Мили Бони Браун Бонџови (енгл. Millie Bonnie Brown Bongiovi; Марбеља, 19. фебруар 2004), позната као Мили Боби Браун (енгл. Millie Bobby Brown) британска је глумица. Позната је по улози Једанаестице у научнофантастичној серији Чудније ствари (2016—данас), која јој је донела две номинације за Еми за програм у ударном термину. Такође се истакла улогом у филму Годзила : Краљ чудовишта (2019). Касније је глумила и продуцирала филмове Енола Холмс (2020) и Девица (2024).
Године 2018. Браунова се нашла на топ-листи најутицајнијих људи на свету Time 100 и именована је за Уницефову амбасадорку добре воље, поставши најмлађа особа изабрана за ту функцију.

## Детињство и младост
Браунова је рођена 19. фебруара 2004. у Марбељи. Четврто је дете Кели и Роберта Брауна.  Рођена је са делимичним губитком слуха на једно ухо, а током неколико година постепено је изгубила сав слух на том уху. Са породицом се вратила у Енглеску када је имала 4 године, а живели су у Борнмуту; када је имала 8 година, породица се преселила у Орландо.

## Контроверзе
Године 2018. корисници Twitter-а почели су да шире мимове о Брауновој, шалећи се да је насилни хомофоб. Мим је наводно настао у новембру 2017. године. Након тога Браунова је деактивирала свој налог на Twitter-у.

## Филмографија

### Филм
| Година | Српски назив               | Изворни назив | Улога         | Напомене                     |
| ------ | -------------------------- | ------------- | ------------- | ---------------------------- |
| 2018.  |                            |               | нараторка     | гласовна улога               |
| 2019.  | Годзила II: Краљ чудовишта |               | Медисон Расел |                              |
| 2020.  | Енола Холмс                |               | Енола Холмс   | такође продуценткиња         |
| 2021.  | Годзила против Конга       |               | Медисон Расел |                              |
| 2022.  | Енола Холмс 2              |               | Енола Холмс   | такође продуценткиња         |
| 2024.  | Девица                     |               | Елоди         | такође извршна продуценткиња |
| 2025.  | Електрична држава          |               | Мишел         |                              |

### Телевизија
| Година     | Српски назив                             | Изворни назив                            | Улога           | Напомене                                |
| ---------- | ---------------------------------------- | ---------------------------------------- | --------------- | --------------------------------------- |
| 2013.      | Једном давно у Земљи чуда                |                                          | млада Алиса     | 2. епизоде                              |
| 2014.      |                                          |                                          | Медисон О’Донел | главна улога                            |
| 2014.      | Морнарички истражитељи                   |                                          | Рејчел Барнс    | епизода: „Препоручен родитељски надзор” |
| 2015.      | Модерна породица                         |                                          | Лизи            | епизода: „Орман? Свидеће ти се!”        |
| 2015.      | Увод у анатомију                         |                                          | Руби            | епизода: „Осећам како се Земља помера”  |
| 2016—данас | Чудније ствари                           |                                          | Једанаестица    | главна улога                            |
| 2020.      | Mariah Carey's Magical Christmas Special | Mariah Carey's Magical Christmas Special | себе            | телевизијски специјал                   |

### Музички спотови
| Година | Назив | Извођач(и)  | Улога | Реф.                 |
| ------ | ----- | ----------- | ----- | -------------------- |
| 2016.  | „”    | и           |       | [ 12 ]               |
| 2017.  | „”    |             |       | [ 13 ]               |
| 2018.  | „”    | и Карди Би  | себе  | [ 14 ] [ 15 ] [ 16 ] |
| 2018.  | „”    | Дрејк       | себе  | [ 17 ]               |
| 2019.  | „”    | Мараја Кери | себе  | [ 18 ]               |

### Видео-игре
| Година | Назив | Улога | Напомене                                     | Реф.   |
| ------ | ----- | ----- | -------------------------------------------- | ------ |
| 2018.  |       | себе  | бесплатни лик за преузимање као део догађаја | [ 19 ] |